# 渡邉伶音
渡邉 伶音（わたなべ れおん、2006年4月2日 - ）は、千葉県出身のバスケットボール選手。B.LEAGUEのアルティーリ千葉に所属している。ポジションはパワーフォワードまたはセンター。

## 経歴
八千代松陰中学校に入学し、1年生時からメンバー入りを果たし、先輩の坂本康成らと共に全中に出場した。中学3年生の時には千葉県大会で優勝し、全中に出場。中学3年時点で2メートルを超える長身を生かしたプレーで躍動し優勝に貢献した。なお、八千代松陰中学校在学時のチームメイトに、渡邊が高校3年生の時にインターハイ準決勝で対決し、惜敗した美濃加茂高等学校の関健朗がいる。柏市立土中学校在学時は千葉ジェッツふなばしのユースチームでプレーしていた。
福岡大学附属大濠高等学校では2年時の2023年に出場した第76回全国高等学校バスケットボール選手権大会で準優勝し、大会ベストファイブに選出された。その後、2024年1月5日に特別指定選手としてライジングゼファーフクオカに加入した。
2025年1月1日に特別指定選手としてアルティーリ千葉に加入した。

## 代表歴
2022年のFIBA U16 アジア選手権、FIBA U17ワールドカップ、2023年のFIBA U19ワールドカップで日本代表に選出された。
2024年10月、FIBAアジアカップ2025予選の直前合宿に参加する日本代表候補に選出された。